# Колоид
У општем смислу, колоид или колоидна дисперзија јесте супстанца коју сачињавају компоненте које могу бити у једном, два и више различитих фазних стања, другим речима, врста мешавине која је прелаз између хомогене мешавине (други назив је раствор) и хетерогене мешавине, и чија су својства такође на прелазу између поменуте две групе мешавина. Типичне мембране ограничавају пролаз диспергованих колоидних честица у већој мери него што је то случај код растворених јона или молекула: тј. јони или молекули могу дифундовати кроз мембрану кроз коју дисперговане честице неће моћи проћи. Честице дисперговане фазе су већином под утицајем хемије површинског напона која је значајна у колоидима.
Бројне познате супстанце попут путера, млека, павлаке, аеросоли (магла, смог, дим), асфалта, мастила, фарбе, лепкова, и морске пене су колоиди. Ово поље проучавања је уведено 1861. године од стране шкотског научника Томаса Грејема.
Величина честица које сачињавају дисперговану фазу унутар колоида варира од 1 nm до 1000 nm. Дисперзије у којима се величина честица креће у овом опсегу се називају колоидним аеросолима, колоидним емулзијама, колоидним пенама, или колоидним суспензијама или дисперзијама. Колоиди могу бити обојени или прозирни услед Тиндаловог ефекта, који представља расејање светлости која пролази кроз колоид.
Колоидне суспензије су предмет колоидне науке. Ово научно поље учења је увео италијански хемичар Франческо Селми 1845. године, а даље га је истражио од шкотски научник Томас Грахам 1861. године.

Колоид: Кратки синоним за колоидни систем.
Колоидни: Стање расподеле материје у којој су молекули или полимолекулске честице дисперговане у медијуму тако да имају бар једну димензију између приближно 1 nm и 1 μm, или да се у системском дисконтинуитету нађу на раздаљинама тог реда.

## Класификација колоида
Колоиди се могу класификовати на следећи начин:
|                    |              | Диспергована средина                                          | Диспергована средина                                             | Диспергована средина                                |
| ------------------ | ------------ | ------------------------------------------------------------- | ---------------------------------------------------------------- | --------------------------------------------------- |
| Гас                | Течност      | Чврсто стање                                                  |                                                                  |                                                     |
| Непрекидна Средина | Гас          | НЕМА (Сви гасови су растворљиви)                              | Течне Аеросоли Примери: магла, измаглица                         | Чврсте Аеросоли Примери: дим, прашина               |
| Непрекидна Средина | Течност      | Пена Примери: павлака                                         | Емулзије Примери: млеко, мајонез                                 | Сол Примери: фарбе, мастило, крв                    |
| Непрекидна Средина | Чврсто стање | Чврста пена Примери: аерогел, полистиролска пена, плави камен | Гел Примери: желатин, џем (згуснути течни део), сир, опал стакло | Чврсти сол Примери: рибизла стакло, рубинско стакло |

## Интеракције између честица колоида
Наводимо силе које играју важну улогу у међудејствима колоидних честица:
- Одбијања необухваћене запремине: односе се на немогућност било каквог преклапања чврстих честица.
- Електростатичке интеракције: честице колоида су често наелектрисане и стога се међусобно привлаче или одбијају. Набој било средине било дисперговане фазе, као и покретљивост фаза, су чиниоци који утичу на ову врсту интеракција.
- ван дер Валсове силе: ова међудејства настају услед интеракција између дипола и индукованих дипола. Чак иако честице нису стални диполи, флуктуације густине наелектрисања која их окружују (припадајући електрони) стварају од њих привремено наелектрисане честице. Ови привремени диполи индукују, својом близином, прерасподелу наелектрисања и појаву дипола у околним честицама. Привремени дипол и индуковани дипол се потом међусобно привлаче. Ова појава је позната као ван дер Валсова сила и увек је присутна на малим растојањима и увек има привлачни карактер.
- Ентропијске силе: према другом закону термодинамике, систем се креће ка стању са максималном ентропијом. Ова чињеница може имати за последицу појаву сила чак и између сферних површина чврстих тела.
- Просторне силе које се јављају између површина прекривених полимерима, или у растворима који садрже неапсорбујуће полимере, могу модулисати силе између честица, стварајући додатне одбојне просторне силе које су стабилишуће или додатне привлачне силе које исцрпљују простор између честица.

## Стабилизација колоидних суспензија
Стабилизација служи спречавању агрегације колоидних честица. Просторна стабилизација и електростатичка стабилизација су два главна механизма стабилизације колоида. Електростатичка стабилизација је заснована на обостраном одбијању истородних електричних набоја. Различите фазе, у општем случају, имају различите афинитете, тако да се на било којој додирној површини ствара набојни двослој. Честице мале величине имају релативно велике површине (у односу на сопствену масу) што је изузетно наглашено управо код колоида. У стабилном колоиду, маса дисперговане фазе је толико мала да је њена пловљивост или кинетичка енергија исувише мала да би превазишла електростатичко одбијање између наелектрисаних слојева дисперговане фазе. Набој на диспергованим честицама се може посматрати применом електричног поља: све честице мигрирају према истој електроди и стога морају све имати истородни електрични набој.

## Дестабилизација колоидних суспензија
Нестабилне колоидне суспензије се формирају агрегате (флокуле) услед прикупљања честица насталог међучестичним привлачењем. Ово се може постићи бројним различитим методама:
- Уклањањем електростатичке баријере која спречава агрегацију честица. Ово се може постићи додатком соли у суспензију или променом pH чиме се делотворно неутралише „екран“ површинског набоја на честицама суспензије. Овиме се уклањају одбојне силе које раздвајају честице колоида и омогућава коагулација ван дер Валсовим силама.
- Додавање наелектрисаног полимерског флокула (агрегата). Полимерски флокул може премостити индивидулане колоидне честице помоћу привлачних електростатичких сила. Примера ради, негативно наелектрисане честице силицијума могу бити флокулисане додавањем позитивно наелектрисаног полимера.
- Додавање неадсорбованих полимера, названих осиромашивачи, који доводе до агрегације услед ентропијских ефеката.

Нестабилне колоидне суспензије ниског запреминског удела формирају кластерске течне суспензије у којима индивидуални кластери честица падају на дно суспензије (или плутају на површини уколико честице имају мању густину од околне средине) до тренутка када кластери достигну довољну величину при којој их Браунијевске силе које делују у правцу одржања честица у суспензији могу одржати насупрот дејству силе гравитације. Међутим, колоидне суспензије већег запреминског удела формирају колоидне желатине који попримају својства вискоеластичности. Вискоеластични колоидни желатини попут пасте за зубе, теку као течности које су подвргнуте смицајним напонима али задржавају свој облик када се дејство напона уклони. Из овог разлога се флуиди попут пасте за зубе могу истиснути из тубе али задржавају свој облик на четкици за зубе након што су истиснути.

## Колоиди као модели система атома
У физици, колоиди су интересантни системи за моделирање система атома. Колоидне честице су довољно велике да би се могле посматрати оптичким техникама попут конфокалне микроскопије. Бројне силе које управљају стањем структуре и понашањем материје, попут интеракције необухваћене запремине или електростатичке силе управљају и понашањем колоидних суспензија. Примера ради, исте технике које се могу користити у моделирању идеалних гасова, могу се користити и у моделирању колоидне суспензије чврстог стања у облику лопте. Штавише, фазни прелази у колоидним суспензијама се могу проучавати у реалном времену коришћењем оптичких техника које су аналогне фазним прелазима у течностима.

## Колоиди у биологији
Почетком 20. века, пре него што је ензимологија била добро разрађена и проучена, колоиди су сматрани кључним у раду ензима; тј. додавање малих количина ензима у количину воде би, на начин који је тек требало проучити, суптилним начином изменило својства воде тако да би она разложила супстрат специфичан за тај ензим, попут раствора АТПазе који разлаже АТП. Штавише, сам живот је био тумачен кроз агрегацију својстава свих колоидних супстанци које чине организам. Како се развијало знање из биологије тако је напредовала и теорија која је колоидну поставку заменила макромолекулском теоријом, која ензим тумачи као скуп идентичних огромних молекула који делују као сићушне машине које се слободно крећу међу молекулима воде у раствору и индивидуално функционишу тако што делују на супстрат, што је свакако мање мистериозно од колоидне поставке која подсећа на фабрику која је пуна различитих машина. Особине воде у раствору се не мењају, осим у смислу осмотских промена које би настале и у присуству било које друге растворене супстанце.

## У околини
Колоидне честице могу такође да служе као транспортни вектор разних контаминаната у површинским водама (морска вода, језера, реке, слатководна тела) и у подземним водама које круже у порозним стенама (нпр. кречњак, пешчар, гранит). Радионуклиди и тешки метали лако се упијају на колоиде суспендоване у води. Препознају се различите врсте колоида: неоргански колоиди (нпр. честице глине, силикати, окси-хидроксиди гвожђа), органски колоиди (хуминске и фулвичне супстанце). Када тешки метали или радионуклиди формирају сопствене чисте колоиде, термин „ајгенколоид” се користи за означавање чистих фаза, тј. чистог Tc(OH)4, 4, или 3. Претпоставља се да колоиди омогућавају далекометни транспорт плутонијума на локацији нуклеарног тестирања у Невади. Они су били предмет детаљних студија током дугог низа година. Међутим, покретљивост неорганских колоида је врло мала у збијеним бентонитима и у дубинским глиненим формацијама због процеса ултрафилтрације који се одвија у густим глинским мембранама. Ситуација је мање јасна у случају малих органских колоида који се често мешају у поземној води са потпуно раствореним органским молекулима.
У науци о тлу, колоидна фракција у тлима састоји се од ситних честица глине и хумуса који су пречника мањег од 1 ɥm и носе позитивне и/или негативне електростатичке набоје који варирају у зависности од хемијских услова узорка тла, тј. pH земљишта.